# Кайенские коршуны
Кайенские коршуны (лат. Leptodon) — род хищных птиц из семейства ястребиных (Accipitridae).

## Описание
У обоих видов сильно выражен полиморфизм в окраске оперения, но только во время ювенильной стадии. Молодые особи имитируют более крупных и мощных хищных птиц (Spizaetus spp.). У ювенильных особей восковица, ноги и пальцы ног жёлтого цвета, а у взрослых птиц восковица голубовато-серая, а ступни и пальцы ног серые или серовато-жёлтые. 

## Классификация
До начала 2000-х годов Leptodon forbesi считался разновидностью L. cayanensis, но морфологические и другие данные позволили выделить его в отдельный вид.
В состав рода включают два вида:
| Изображение | Научное название                   | Русское название | Распространение                                                  |
| ----------- | ---------------------------------- | ---------------- | ---------------------------------------------------------------- |
|             | Leptodon cayanensis (Latham, 1790) | Кайенский коршун | от востока Мексики до Перу, Боливии, Бразилии и севера Аргентины |
|             | Leptodon forbesi (Swann, 1922)     |                  | северо-восток Бразилии                                           |